# Arjen Robben
Arjen Robben (pronunție în neerlandeză [ˈɑrjən ˈrɔbə(n)] ⓘ; n. 23 ianuarie 1984, Bedum, Groningen, Țările de Jos) este un jucător de fotbal neerlandez retras din activitate. A fost component al echipei naționale de fotbal a Țărilor de Jos, fiind și căpitanul acesteia. A participat la Campionatele Europene din 2004, 2008 și 2012 și la Campionatele Mondiale din 2006, 2010 și 2014. A jucat de regulă ca extremă, fiind rar folosit și ca atacant. A fost cunoscut pentru driblinguri, viteză, forță de pătrundere și un bun stângaci, mai ales pentru șuturile precise de la distanță.
Robben a devenit cunoscut în lumea fotbalului la Groningen, fiind jucătorul anului al echipei în sezonul de Eredivisie 2000-2001. Peste doi ani a semnat cu PSV, unde a devenit Cel mai bun tânăr fotbalist neerlandez și cu care a câștigat primul titlu. Din acest motiv cluburile engleze au încercat să-l aducă, cu Chelsea având câștig de cauză în 2004.
Debutul lui Robben la Chelsea a fost întârziat de accidentări, dar după revenire a reușit să câștige cu Chelsea Premier League de două ori consecutiv, fiind și Jucătorul Lunii în Premier League în noiembrie 2005. În cel de-al treilea sezon jucat în Anglia Robben a fost măcinat de accidentări, astfel că Chelsea l-a vândut la clubul spaniol Real Madrid pentru 35 de milioane de euro.
În august 2009, Robben a fost cumpărat de Bayern München pentru 25 de milioane de euro, marcând două goluri la debut. În primul sezon jucat pentru echipa bavareză a reușit să câștige primul titlu în Germania, fiind al cincilea campionat câștigat de Robben în opt ani, el marcând în același sezon și golul câștigător al Finalei Ligii Campionilor 2013. Pentru performanțele reușite la Bayern în primul sezon, Robben a fost numit Fotbalistul Anului în Germania. În 2014, Robben a fost numit al patrulea cel mai bun fotbalist din lume de ziarul The Guardian.
La 4 iulie 2019, Arjen Robben a ales să se retragă din fotbalul profesionist la doar 35 de ani, el spunând că aceasta a fost o decizie dificilă. Ultimul său meci a fost în luna mai a anului 2019 după câteva luni în care a stat pe bancă din cauza unei accidentări. Meciul a fost câștigat cu 5-1 de Bayern împotriva echipei Eintracht Frankfurt.
La 27 iunie 2020, la vârsta de 36 de ani, a hotărât să se întoarcă în fotbal la clubul la care a crescut, Groningen. S-a retras din activitate în iulie 2021

## Primii ani
Robben s-a născut la Bedum, oraș satelit al Groningen din nord-estul Țărilor de Jos. A început fotbalul de la o vârstă fragedă, devenind adeptul metodei Coerver. Controlul mingii și tehnica sa bună l-au transformat într-un jucător valoros, FC Groningen recunoscând aceste calități prin aducerea sa la echipă. Aici și-a dezvoltat stilul de joc pentru care este recunoscut, schema sio (împreunat) face pe stângul și trage la poartă, marcând astfel câteva goluri spectaculoase.

## Cariera la echipe

### Groningen
Inițial Groningen l-a inclus în sezonul 1999–2000 în lotul de tineret, unde a marcat mai multe goluri. Antrenorul Jan van Dijk l-a adus în lotul primei echipe în noiembrie 2000, împotriva celor de la Twente, dar nu l-a jucat până la partida cu Waalwijk din 3 decembrie 2000, intrând în minutul 79 în locul accidentatului Leonardo dos Santos. În timpul iernii, Robben a reușit să devină titular de bază. În 18 meciuri jucate pentru Groningen în sezonul 2001-2002, a reușit să marcheze de două ori. Robben a fost numit jucătorul anului al clubului Groningen, fiind, alături de Jordi Hoogstrate, unul dintre jucătorii aduși de la echipa de tineret care au reușit să se impună. În sezonul 2001–2002 Robben a jucat în 28 de meciuri și a marcat șase goluri. Înainte de sezonul 2002–2003, PSV l-a achiziționat contra sumei de 3,9 milioane de euro.

### PSV
Ajuns la PSV, Robben intră direct ca titular, jucând în sezonul 2002–2003 33 de meciuri în care a marcat de 12 ori. A fost numit „cel mai bun jucător al anului al lui PSV” alături de atacantul Mateja Kežman, cu care a format un duo de atac supranumit de fanii PSV drept „Batman și Robben”. A ajutat PSV-ul să câștige cel de-al șaptesprezecelea titlu în Țările de Jos, câștigând și premiul de „cel mai talentat jucător al anului”. În sezonul următor PSV nu a mai reușit să țină pasul cu rivala  Ajax, astfel încât a trebuit să se mulțumească cu locul secund. Robben a călătorit spre Londra, unde s-a întâlnit cu antrenorul celor de la Manchester United,  Sir Alex Ferguson. Oferta acestuia a fost considerată prea mică de PSV, același lucru fiind constatat și în urma propunerii de salariu; președintele celor de la PSV, Harry van Raaij, i-a transmis omologului său englez că cu șapte milioane de euro, atât cât oferă ei, poate să cumpere un tricou cu autograful lui Robben. De acest lucru a profitat patronul echipei Chelsea FC, Roman Abramovici, care a oferit 18 milioane de euro (12,1 milioane de lire sterline), ofertă acceptată de PSV. Restul sezonului său la PSV a fost unul dezamăgitor, el accidentându-se de două ori la genunchi, lucru care l-a făcut să rateze mai multe meciuri. Până la sfârșitul sezonului, Robben a marcat de cinci ori în 23 de meciuri.

### Chelsea

#### Sezonul 2004-2005

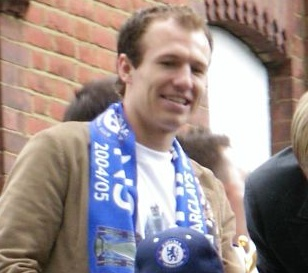
Robben sărbătorind câștigarea campionatului în sezonul 2004–2005

Robben nu a debutat la Chelsea până în noiembrie 2004, deoarece s-a accidentat într-un meci amical cu Roma, în care și-a rupt un os metatarsian la piciorul drept în urma unui duel cu Olivier Dacourt. În aceeași perioadă, el i-a transmis medicului clubului că a observat o creștere neașteptată a unuia dintre testicule. Echipa medicală i-a făcut analizele pentru a vedea dacă suferă de cancer testicular, dar acestea au ieșit în regulă.
Robben s-a dovedit a fi un jucător crucial în sezonul 2004–2005; în noiembrie 2004 i s-a acordat premiul de „Jucătorul Lunii în Premier League”. Robben a terminat sezonul 2004–2005 marcând șapte goluri. A intrat pe lista scurtă a premiului PFA Young Player of the Year, dar acesta i-a fost acordat lui Wayne Rooney de la Manchester United. Robben a fost grav accidentat într-un meci de ligă cu Blackburn Rovers, ceea ce l-a făcut să rateze restul sezonului, precum și semifinalele Ligii Campionilor. Revenindu-și după accidentare în sezonul 2005–2006, Robben a pus stăpânire pe banda dreaptă a lui Chelsea. În 28 de meciuri, Robben a contribuit cu șase goluri, iar Chelsea a câștigat pentru a doua oară consecutiv Premier League, fiind pentru prima dată când Chelsea reușește acest lucru.

#### Sezonul 2005–2006

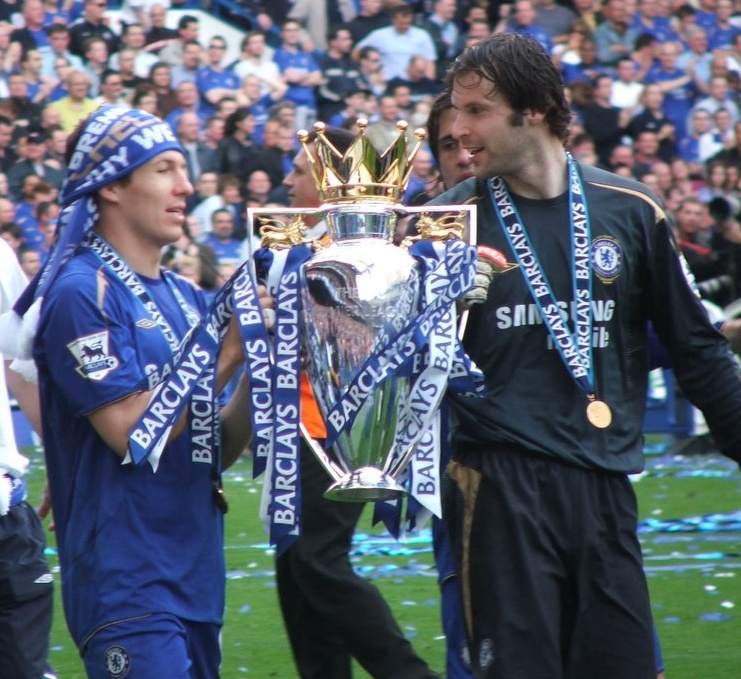
Robben și Petr Čech sărbătorind cel de-al doilea titlu Premier League în 2006

În sezonul 2005–2006, Robben a intrat într-un incident nesportiv cu portarul celor de la Liverpool, Pepe Reina. Spre sfârșitul meciului de pe Stamford Bridge, câștigat de Chelsea cu scorul de 2–0, Reina i-a băgat mâna în față după ce Robben l-a provocat. Robben a căzut teatral, iar Reina a primit cartonașul roșu pentru „comportament nesportiv”, lucru sancționat de regulament. În urma acestui incident, Reina a declarat că Robben „s-a descurcat destul de bine încât să primească un premiu Oscar pentru teatralitate. Antrenorul celor de la Liverpool, Rafael Benítez, a glumit într-un interviu acordat după meci, declarând că va „merge curând la spital pentru a vedea în ce stare e Robben”. Cartonașul acordat lui Reina nu a fost anulat.

#### Sezonul 2006–2007
La data de 23 decembrie 2006, Robben a fost numit omul meciului, pasând decisiv la două goluri și marcând golul victoriei în meciul cu Wigan.

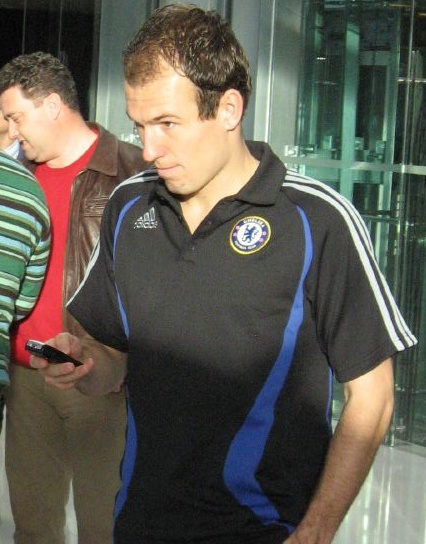
Robben la Chelsea

La data de 20 ianuarie 2007 Robben s-a accidentat din nou, într-un meci cu Liverpool. A revenit pe teren în victoria cu 3–0 obținută în fața celor de la Middlesbrough în februarie, șutul său fiind deviat de Abel Xavier în propria poartă, apărată atunci de Mark Schwarzer. În Finala Cupei Ligii 2007, meci disputat împotriva celor de la Arsenal, l-a înlocuit pe Claude Makélélé, pasând decisiv la golul victoriei marcat de Didier Drogba. În returul cu Porto din UEFA Champions League Robben a marcat un gol, iar Chelsea a trecut mai departe cu scorul de 3-2 la general. La sfârșitul lunii martie a anului 2007, Robben a suferit o intervenție chirurgicală la genunchi în urma revenirii de la lotul naționalei, accidentare care l-a ținut pe tușă timp de patru săptămâni, săptămâni în care avea să rateze meciurile decisive jucate de Chelsea. În acel sezon a mai apucat să joace doar în două meciuri, intrând pe teren din postura de rezervă ambele dovedindu-se a fi capitale. Primul meci de la revenire a fost cel din returul semifinalei Ligii Campionilor cu Liverpool, meci care s-a încheiat după executarea loviturilor de departajare. Penaltiul lui Robben a fost apărat de Pepe Reina, iar Chelsea a pierdut calificarea în finala competiției. Ultimul meci jucat pentru Chelsea a fost cel cu Manchester United din Finala Cupei FA 2007. Robben l-a înlocuit pe Joe Cole la pauză, dar a ajuns să fie el însuși înlocuit de Ashley Cole în prelungiri. Chelsea avea să câștige acea partidă. Clubul spaniol Real Madrid era interesat de doi jucători de la Chelsea. Atunci antrenorul Bernd Schuster l-ar fi cerut pe Michael Ballack, în timp ce fostul președinte al lui Real, Ramón Calderón, îl prefera pe Robben. Robben a declarat pentru cotidianul spaniol AS că „Nu știu dacă se va ajunge la o înțelegere. Mi-ar face plăcere să transmit un mesaj fanilor madrileni, dar nu pot până ce se stabilește viitorul meu.”
Real Madrid a reușit să-și asigure serviciile sale în august 2007. El a declarat pe site-ul oficial al lui Chelsea că: „A fost foarte greu să plec pentru că am avut o perioadă grozavă în cei trei ani la Chelsea în care mi-am făcut mulți prieteni. Nu am avut timp să spun la revedere pentru că înțelegerea s-a semnat joi la 10 dimineața , eu fiind nevoit să zbor la Madrid chiar în dimineața următoare. Dacă voi primi o liberă îmi doresc să mă întorc și să-mi iau rămas bun de la fani, cărora le datorez multe mulțumiri, pentru că s-au purtat întotdeauna frumos cu mine. În trei ani am câștigat tot ce se putea câștiga în Anglia.”

### Real Madrid

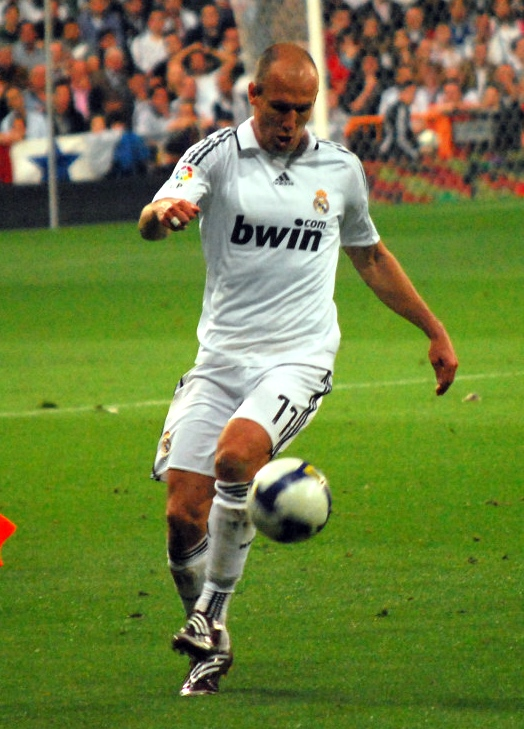
Robben jucând pentru Real Madrid

Robben a semnat cu Real Madrid un contract pe cinci ani pe data de 22 august 2007, suma de transfer fiind de 24 de milioane de lire sterline (35 de milioane de euro). A debutat pentru real la data de 18 septembrie, înlocuindu-l pe Raúl în timpul unui meci de Liga Campionilor cu Werder Bremen, câștigat de Real Madrid cu 2–1. Debutul său în campionatul spaniol a venit pe 23 septembrie, înlocuindu-l pe Royston Drenthe într-un meci cu Valladolid, încheiat la egalitate, scor 1–1. La 10 februarie 2008, Robben a marcat primul său gol la Real, în victoria cu 7–0 reușită tot în fața celor de la Valladolid. Robben s-a dovedit a fi crucial în multe meciuri ale Realului, fiind cunoscut pentru sprinturile sale din banda stângă, devenind rapid prima alegere pentru postul de mijlocaș stânga. În acel sezon a strâns 28 de meciuri și a marcat cinci goluri. Real Madrid a câștigat titlul cu câteva etape înainte de final, fiind deja campioana Spaniei înaintea meciului cu rivalii de moarte de la FC Barcelona din 7 mai 2008. La acest meci, câștigat de Real cu 4-1, Robben și-a adus contribuția prin marcarea celui de-al doilea gol.
Și-a păstrat postul de titular și în sezonul 2008–2009, jucând în 35 de meciuri în care a marcat de opt ori. Deși olandezul a fost unul din cei mai importanți jucători în meciurile dinaintea sezonului, marcând de trei ori și oferind patru pase decisive, locul său în echipă a fost amenințat de venirea lui Florentino Pérez, care i-a adus la echipă, printre alții, pe Cristiano Ronaldo și Kaká. Real Madrid a acceptat o ofertă de 25 de milioane de euro pentru Robben din partea celor de la Bayern München. Robben a susținut că a fost „forțat” să plece de la Real Madrid, declarând că „nu am vrut să plec, dar clubul a vrut să mă vândă”.

### Bayern München

#### Sezonul 2009–2010

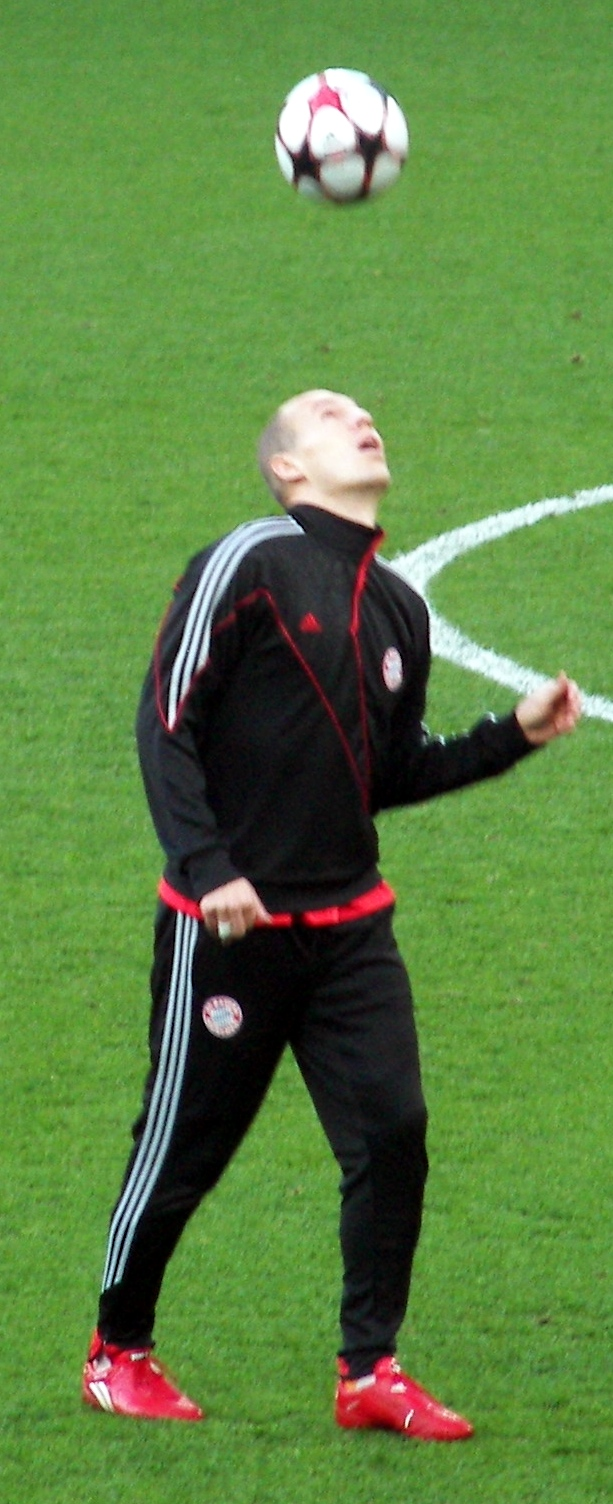
Robben la Bayern München în 2010

La data de 28 august 2009, Robben a ajuns la Bayern München contra sumei de 25 de milioane de €. A primit tricoul cu numărul 10, purtat ultima dată tot de un olandez, și anume Roy Makaay. A debutat în următoarea zi, intrând la pauză într-un meci cu Wolfsburg în care a marcat două goluri, ajutându-și echipa să învingă campionii en-titre din sezonul 2009–2010. La data de 9 martie 2010, Robben a înscris golul decisiv în înfrângerea cu 2-3 suferită în fața Fiorentinei (4-4 la general), cu echipa ajungând în sferturile de finală ale Ligii Campionilor, ediția 2009-2010 datorită golului marcat în deplasare.
La 7 aprilie 2010 Robben a trecut cu Bayern München în semifinalele Ligii Campionilor, reușind în meciul cu Manchester United  să marcheze din voleu din colțul lung direct în vinclu. Meciul s-a terminat cu scorul de 3–2 pentru United (tot 4–4 la general), cu Bayern avansând din nou mulțumită regulii golului marcat în deplasare.
La 17 aprilie 2010 a marcat primul său hat-trick ca profesionist într-un meci de Bundesliga jucat cu Hannover 96 pe Allianz Arena. Meciul s-a terminat cu scorul de 7–0 pentru bavarezi. La data de 8 mai 2010 a câștigat primul titlu în Bundesliga cu Bayern München după ce a marcat două goluri în victoria cu 3–1 împotriva celor de la Hertha BSC, ajungând golgheterul lui Bayern în acel sezon.
O săptămână mai târziu, Bayern a jucat în finala Cupei Germaniei din 2010 împotriva câștigătorilor din anul anterior, și anume Werder Bremen, pe Olympiastadion din Berlin. Bayern a câștigat meciul cu 4–0; Robben a marcat primul din cele patru goluri, din penalty. Bayern a reușit să câștige în acel an a cincisprezecea Cupă a Germaniei. La 25 mai 2010, Robben a fost numit Fotbalistul Anului în Germania pentru anul 2010. În urma publicării datelor votului, Robben a obținut 72,1% din voturile ziariștilor, fiind primul olandez care primește această distincție.

#### Sezonul 2010–2011

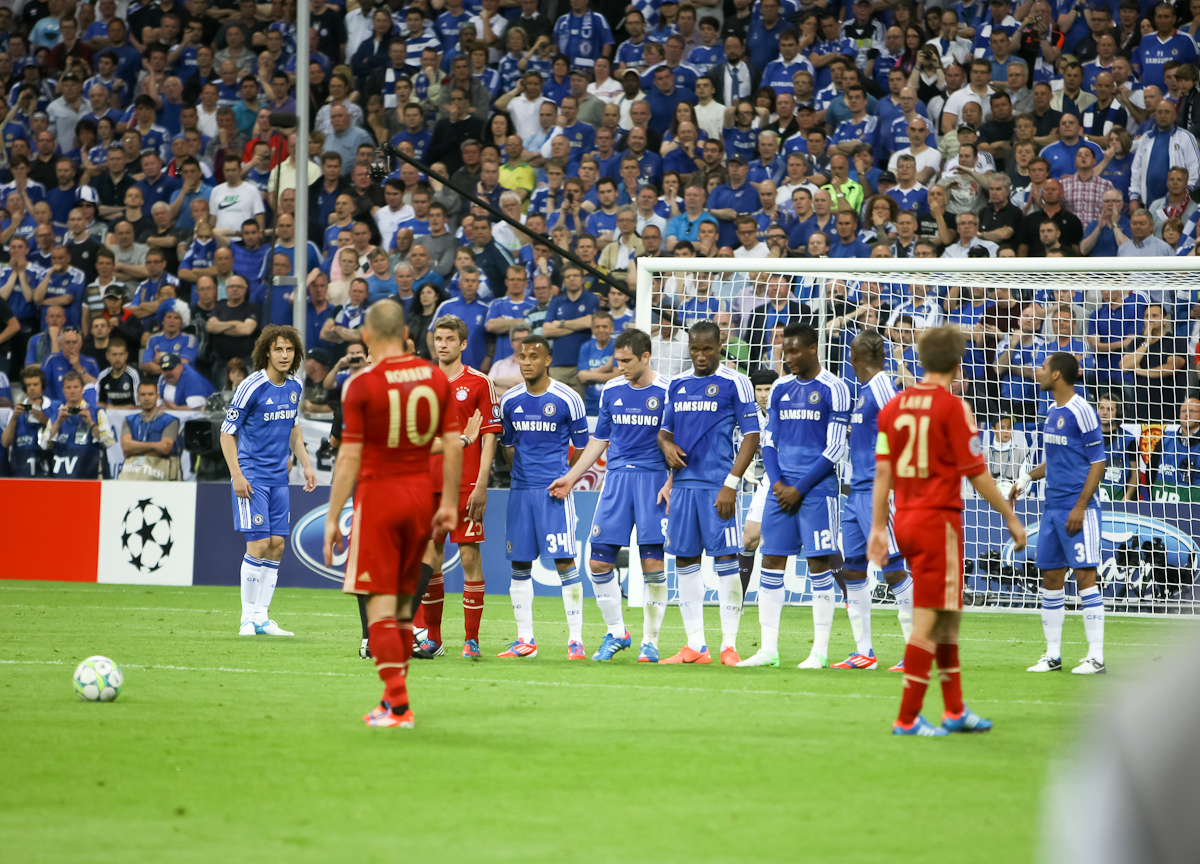
Robben pregătindu-se să bată o lovitură liberă în timpul Finalei Ligii Campionilor din 2012.

Sezonul 2010–2011 a început rău pentru Robben, după ce analizele au confirmat faptul că ligamentele de la genunchi nu s-au vindecat corect, astfel că el a fost nevoit să stea pe margine timp de două luni. Președintele de la Bayern, Karl-Heinz Rummenigge, a declarat „Desigur că Bayern München este foarte supărată pe Federația Olandeză de Fotbal, așa că vom cere daune de la ei. Din nou trebuie să plătim facturile ca echipă după ce un jucător este accidentat serios într-un meci al naționalei.” La data de 15 ianuarie 2011, el s-a întors la prima echipă, intrând ca rezervă în egalul 1–1 din deplasare cu VfL Wolfsburg.
Robben a fost nominalizat la premiul „Cel mai bun mijlocaș al UEFA Champions League”, dar acesta i-a fost acordat compatriotului său Wesley Sneijder. A mai fost nominalizat și la Balonul de Aur și Premiul FIFA Puskás, care se acordă celui mai frumos gol al anului, fiind nominalizat și la „FIFPro World XI 2010”, mulțumită sezonului avut la Bayern München.

#### Sezonul 2011–2012
În a doua manșă a semi-finalelor din Liga Campionilor 2011-2012, împotriva fostului său club Real Madrid, pe atunci antrenat de José Mourinho (fostul său antrenor de la Chelsea), Bayern era condusă cu 2–0, când Robben a transformat o lovitură de pedeapsă. Meciul s-a încheiat cu scorul de 3-3 după 120 de minute, cu Bayern trecând mai departe după loviturile de pedeapsă.
La 3 mai 2012 s-a anunțat că Robben a semnat un nou contract cu Bayern până în 2015.
Robben a ratat din nou un penalti, apărat de fostul său coechipier de la Chelsea, Petr Čech, de această dată în prelungirile Finalei Ligii Campionilor din 2012 de pe Allianz Arena. Dacă ar fi marcat, Bayern München ar fi condus-o pe Chelsea cu 2–1.
Totuși meciul a ajuns la penaltiuri, care au fost câștigate de Chelsea. A fost a patra finală de cupă pierdută de Robben în ultimii doi ani (finala Campionatului Mondial, două finale de Liga Campionilor și finala DFB Pokal). Trei zile mai târziu, pe același stadion, a intrat la pauză într-un meci amical disputat de Țările de Jos în compania formației Bayern München, fiind huiduit la fiecare atingere de balon de către fanii lui Bayern, din cauza penaltiului ratat în finala Ligii Campionilor, și pentru că a ales să nu joace pentru Bayern în acel meci din cauza deciziei luate de antrenorul olandez Bert van Marwijk. Meciul a fost organizat pentru a o compensa pe Bayern, din moment ce accidentarea lui Robben s-a agravat în urma jocurilor Țărilor de Jos de la Campionatul Mondial de Fotbal din 2010, din cauza căreia a ratat mai multe meciuri din mai multe luni ale sezonului 2010–2011.

#### Sezonul 2012–2013

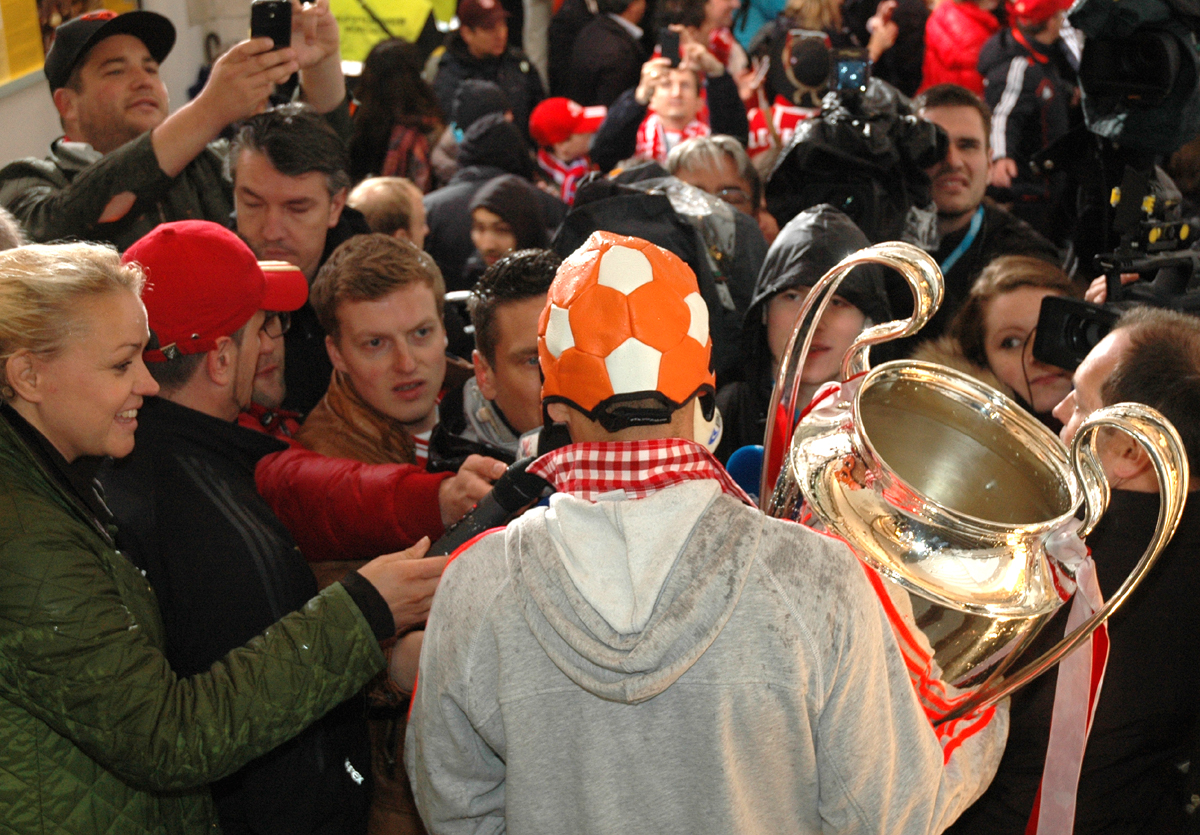
Robben ținând trofeul Ligii Campionilor în timpul sărbătoririi triplei continentale, în care Bayern a câștigat UEFA Champions League, Bundesliga și DFB-Pokal în 2013

Sezonul 2012–2013 l-a găsit pe Robben pe banca bavarezilor, deoarece antrenorul Jupp Heynckes a preferat să înceapă cu Thomas Müller pe banda dreaptă, cu Toni Kroos în poziția de mijlocaș ofensiv. Robben a intrat deseori din postura de rezervă, până când a redevenit titular în urma accidentării lui Kroos din egalul din Liga Campionilor cu Juventus. A jucat pe partea dreaptă a terenului, cu Müller fiind mutat la mijloc. Robben a fost titular în partida cu Borussia Dortmund din sferturile DFB-Pokal, marcând singurul gol al partidei în minutul 43. Robben a jucat și în ambele manșe ale semifinalei de Liga Campionilor cu FC Barcelona, marcând în retur golul care avea să-i califice pe bavarezi în finala competiției. Robben și-a răscumpărat penaltiul ratat în sezonul anterior, pasând decisiv la golul coechipierului  Mario Mandžukić în minutul 60 și înscriind golul victoriei în minutul 89 în partida încheiată cu 2-1 în fața celor de la Borussia Dortmund, care le-a adus bavarezilor al cincilea trofeu al UEFA Champions League. A fost numit și omul meciului de către UEFA.

#### Sezonul 2013–2014
Robben a marcat primul său gol din sezonul 2013–2014 în DFL-Supercup 2013, în care Bayern a fost învinsă cu scorul de 4–2 de către Borussia Dortmund. La 9 august 2013, a marcat primul gol al primului meci din noul sezon de Bundesliga cu Borussia Mönchengladbach, câștigat cu scorul de 3–1. La 17 septembrie a marcat primul gol al lui Bayern în Liga Campionilor în meciul cu ȚSKA Moscova de pe Allianz Arena. A mai marcat alte două goluri în meciurile din grupele Ligii Campionilor, în cele două meciuri câștigate cu Manchester City și ȚSKA, bavarezii clasându-se pe prima poziție a grupei. La 23 noiembrie, Robben a fost unul dintre cei trei marcatori din derbiul cu Borussia Dortmund, încheiat cu scorul de 3–0, care s-a jucat pe Westfalenstadion. La 4 decembrie, Robben a fost înlocuit, reaccidentându-se la genunchiul drept în victoria cu 2–0 DFB-Pokal din deplasare cu FC Augsburg, din pricina căreia nu a putut evolua la Campionatul Mondial al Cluburilor FIFA 2013.
La data de 1 martie 2014, Robben a marcat un hat-trick în victoria lui Bayern cu 5–1 în fața celor de la FC Schalke 04. La data de 19 martie și-a prelungit contractul până în 2017. La data de 9 aprilie, Robben a marcat al treilea gol al lui Bayer în meciul cu Manchester United, câștigat de bavarezi cu 3–1, care a avut în sferturile de finală ale Ligii Campionilor. La data de 17 mai, Robben a marcat primul gol al victoriei cu Borussia Dortmund, scor de 2-0, obținută în prelungirile finalei Cupei Germaniei din 2014, fiind pentru a treia oară în cinci sezoane când Robben își adjudecă campionatul și cupa. Este primul jucător care a reușit să marcheze în trei finale ale DFB-Pokal. La data de 13 iulie, după ce a câștigat finala mică de la Campionatul Mondial de Fotbal 2014, Louis van Gaal l-a ofertat pe Robben ca să-l urmeze la Manchester United, dar el a refuzat.

#### Sezonul 2014–2015
În meciul de deschidere al lui Bayern din sezonul de Bundesliga 2014-2015, Robben a marcat un gol și a oferit o pasă decisivă în victoria împotriva celor de la VfL Wolfsburg, care a avut loc la data 22 august 2014 și care s-a încheiat cu scorul de 2–1. La data de 1 noiembrie, a transformat o lovitură de pedeapsă prin care bavarezii au ieșit din nou victorioși într-un Der Klassiker cu Borussia Dortmund. La data de 16 decembrie 2014, Robben a marcat cel de-al 100-lea gol pentru Bayern München într-un meci cu SC Freiburg.
La data de 21 februarie 2015, Robben a marcat de două ori în victoria cu 6-0 obținută în fața celor de la SC Paderborn 07, astfel reușind să marcheze în poarta tuturor echipelor de Bundesliga împotriva cărora a jucat. A încheiat sezonul 2014–2015 ca golgheter, cu 17 goluri, la egalitate de goluri cu coechipierul său Robert Lewandowski. A reușit acest lucru lipsind în ultimele două luni ale sezonului din cauza unei accidentări.

#### Sezonul 2015–2016
Robben a marcat primul gol în sezonul 2015–2016 chiar în prima partidă a sezonului, cea din Supercupa Germaniei cu Wolfsburg. Wolfsburg a reușit să egaleze, meciul a ajuns la loviturile de departajare în care Robben a marcat, dar Bayern a fost învinsă.
Primul gol marcat de Robben Bundesliga 2015–2016 a venit din penalty pe 29 august, în victoria cu 3-0 în fața celor de la Bayer 04 Leverkusen. Șase zile mai târziu s-a accidentat și a devenit indisponibil pentru meciul Țărilor de Jos cu Islanda din preliminariile Euro 2016, lipsind și din următoarele nouă partide jucate de bavarezi. Robben a revenit pe 24 octombrie, jucând 65 de minute și marcând primul gol al partidei cu FC Köln, încheiată cu 4-0, fiind a 1000-a victorie a lui Bayern în Bundesliga. A jucat primul meci în Liga Campionilor 2015-2016 pe 4 noiembrie, intrând în minutul 65 în locul lui Coman, meci câștigat cu 5–1 în fața celor de la Arsenal. A terminat sezonul 2015–2016 cu șapte goluri în 22 de meciuri.

#### Sezonul 2016–2017
Robben a revenit din accidentare în meciul amical cu SV Lippstadt 08, în care a marcat un gol și a fost înlocuit la scurt timp după acesta, accidentându-se din nou în minutul 36. Accidentarea de șase săptămâni l-a făcut pe Robben să rateze mi multe meciuri. A revenit la antrenamente și a rămas pe bancă până pe 21 septembrie, în meciul de Bundesliga împotriva lui Hertha BSC, intrând în locul lui Thomas Müller și marcând în victoria scor 3-0. Robben a marcat în ambele manșe ale șaisprezecimilor Ligii Campionilor împotriva lui Arsenal, cu Bayern câștigând cu 10-2 la general. A terminat sezonul 2016-2017 cu 16 goluri în 37 de meciuri.

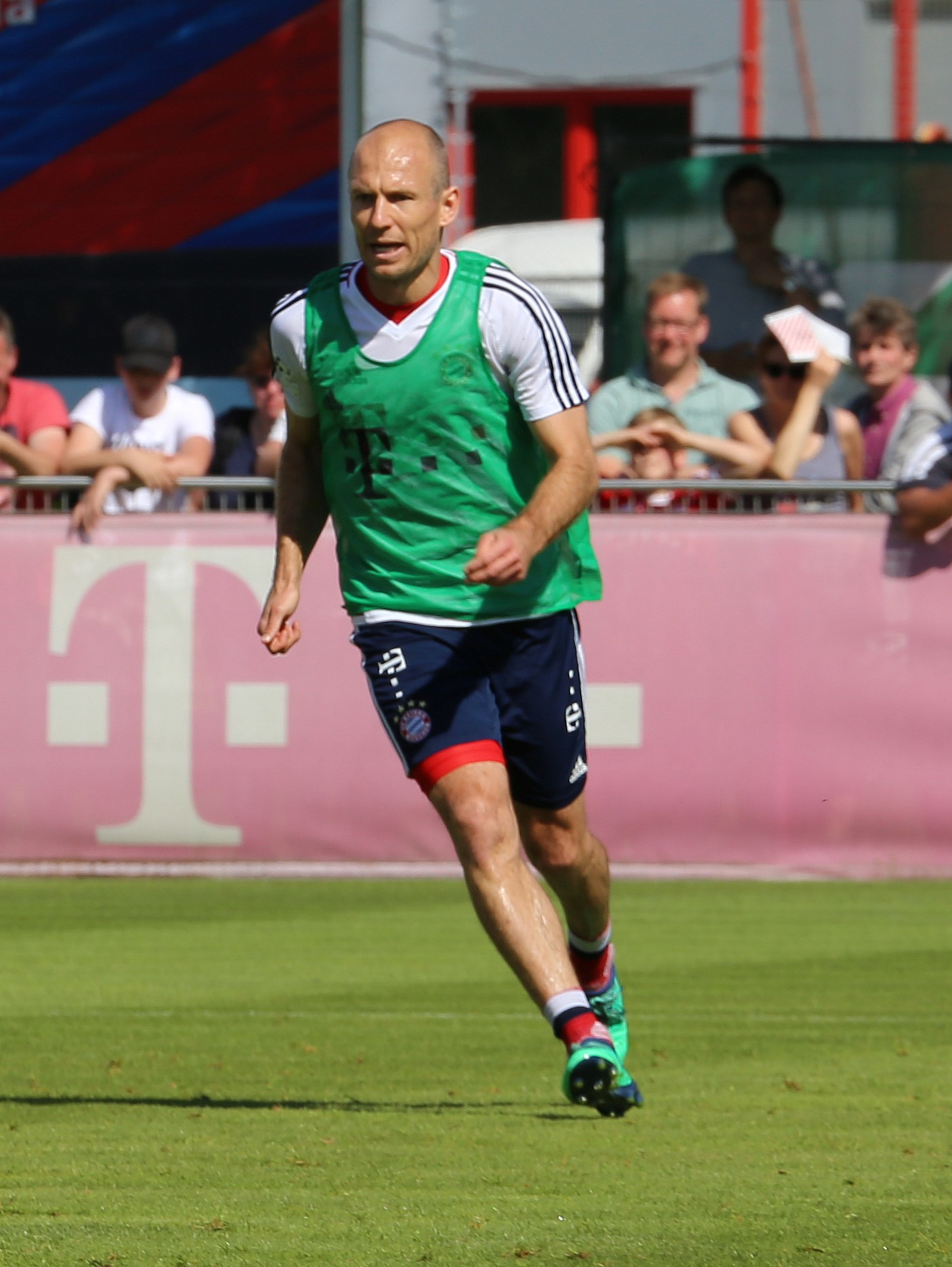
Robben antrenându-se în 2018

#### Sezonul 2017–2018
Pe 16 ianuarie 2017, Robben și-a prelungit contractul cu Bayern cu un an. A marcat un gol cu dreptul pentru prima dată din februarie 2015 într-o victorie cu 4-0 împotriva lui 1. FSV Mainz 05, meci care a avut loc pe 16 septembrie. Pe 18 octombrie, Robben a jucat cel de-al 100-lea meci în Liga Campionilor, cel din grupe câștigat în deplasare cu Celtic FC cu 3-0. Pe 4 noiembrie, Robben a marcat în victoria cu 3-1 cu rivala Borussia Dortmund, devenind cel mai bun marcator străin al lui Bayern din Bundesliga și cel mai de succes marcator olandez din istoria Bundesligii. A marcat o dublă în victoria din deplasare cu 6-0 obținută în fața lui SC Paderborn, meci în urma căruia Bayern s-a calificat în semi-finala Cupei Germaniei pe 6 februarie 2018. Robben a câștigat cel de-al șaptelea titlu în Bundesliga și a stabilit recordul pentru olandezul cu cele mai multe titluri din carieră, întrecându-l pe Johan Cruyff care câștigase zece campionate. A terminat sezonul 2017–2018 cu 7 goluri în 34 de meciuri.
Pe 11 mai 2018, Robben și-a prelungit din nou contractul până la sfârșitul sezonului 2018-2019.

#### Sezonul 2018–2019
Pe 12 august a început sezonul jucând 58 de minute în meciul din Supercupă, trofeu câștigat de Bayern care o învinsese pe Eintracht Frankfurt cu 5–0. Pe 27 noiembrie, Robben a marcat două goluri în victoria cu 5–1 în fața lui SL Benfica în Liga Campionilor. Pe data de 2 decembrie, Robben a declarat că „Pot spune că acesta este ultimul meu an [la Bayern] și că este bine așa. Cred că este momentul potrivit după zece ani. Clubul merge mai departe și eu la fel. Este sfârșitul unei perioade lungi foarte bună.”
Pe 18 mai 2019, a marcat ultimul lui gol în campionat pentru Bayern în victoria cu 5–1 împotriva lui Frankfurt, cu Bayern câștigând cel de-al 28-lea titlu în Bundesliga și cu Robben câștigându-l pe cel de-al optulea. Pe 25 mai 2019, Robben a câștigat cea de-a cincea DFB-Pokal după ce Bayern a învins-o pe RB Leipzig în finală cu 3-0. A terminat sezonul 2018–2019 cu șase goluri în 19 meciuri. A marcat 99 de goluri în 201 meciuri de Bundesliga.
Pe 4 iulie 2019, Robben și-a anunțat decizia de a se retrage din fotbal.

### Revenirea la Groningen
La aproape un an de la retragere, pe 27 Iunie 2020 revine in fotbal si semneaza cu clubul olandez Groningen. Pe 9 mai a dat două pase de gol într-o victorie scor 4–0 cu Emmen.
Pe 15 iulie 2021, Robben și-a anunțat retragerea definitivă ca jucător profesionist.

## La națională
A debutat la naționala Țărilor de Jos în aprilie 2003, la vârsta de 19 ani, într-un meci amical cu Portugalia. La data de 28 august 2015, Robben a fost numit căpitanul Țărilor de Jos, preluând banderola de la Robin van Persie.

### Euro 2004
Primul turneu major la care Robben a participat a fost Campionatul European din 2004, pentru care antrenorul de la acea vreme, Dick Advocaat, a convocat jucători tineri, precum Wesley Sneijder și John Heitinga. În meciurile din grupe, Advocaat l-a înlocuit pe Robben în minutul 66 în încercarea de a păstra rezultatul afișat pe tabelă în acel moment, și anume 2-1. Totuși, adversarii cehi au reușit să întoarcă rezultatul și să câștige cu scorul de 3-2, cu Dick Advocaat fiind criticat pentru decizia aleasă. În sferturi, Robben a transformat penaltiul de la finalul meciului cu Suedia, partidă câștigată de olandezi. Robben a jucat și în semifinala pierdută în fața Portugalia, scor 1-2, în care a încasat un cartonaș galben în minutul 71 și a fost înlocuit zece minute mai târziu.

### Campionatul Mondial din 2006
Robben a jucat pentru prima dată în preliminariile Campionatului Mondial în 2006, marcând două goluri în șase partide. Țările de Jos s-a calificat la Campionatul Mondial de Fotbal 2006, iar Robben a marcat golul victoriei în minutul 18 al primului meci din grupe, cel cu Serbia și Muntenegru, fiind numit omul meciului. A fost numit din nou omul meciului în partida cu Coasta de Fildeș, fiind unul din cei opt jucători care au primit această distincție de mai multe ori.

### Euro 2008

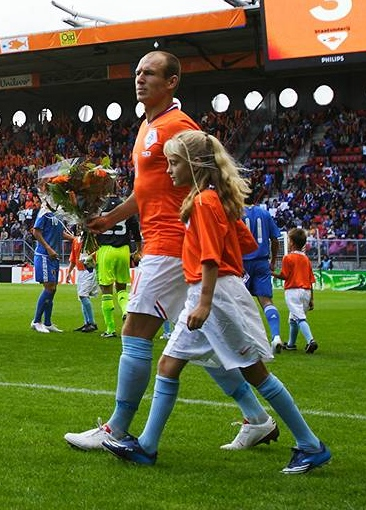
Robben în 2009 înaintea unui meci cu Japonia.

În timpul Campionatului European din 2008, antrenorul Marco van Basten a schimbat formația echipei în 4–2–3–1, preferând un trio ofensiv compus din Rafael van der Vaart, Wesley Sneijder și Dirk Kuyt. Robben a fost lăsat pe banca de rezerve, fiind nevoit să se lupte cu Robin van Persie pentru un loc în bandă. Într-un meci de grupă cu Franța, câștigat de Țările de Jos cu 4–1, Robben a fost introdus la pauză. A reușit să sprinteze de la mijlocul terenului și să dribleze trei fundași, centrându-i decisiv lui Van Persie care a marcat în poarta lui Grégory Coupet. La scorul de 2–0, Thierry Henry a marcat un gol, ducând scorul la 2–1. După pauză Robben a primit o pasă de la Sneijder într-o poziție incomodă, dintr-un unghi dificil, dar a reușit să marcheze.

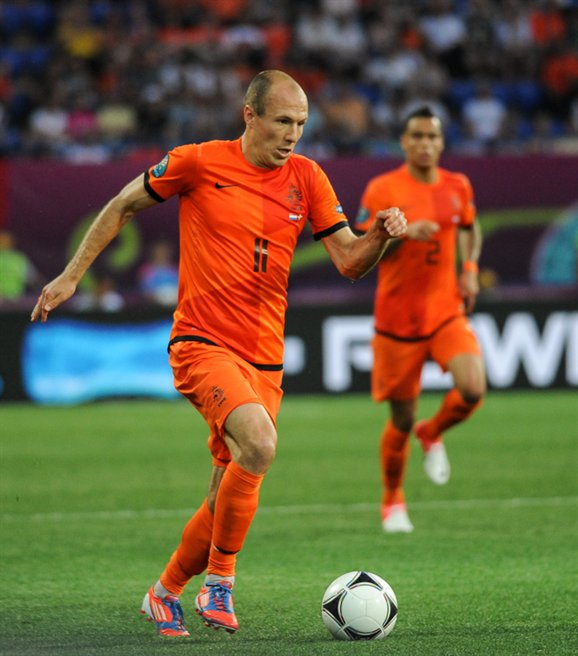
Robben la minge la Euro 2012.

### Campionatul Mondial din 2010
Robben a fost convocat de antrenorul Bert van Marwijk pentru Campionatul Mondial din 2010. În ultimul meci amical de dinaintea turneului final, cel cu Ungaria, înaintea îmbarcării spre Africa de Sud din 4 iunie, Robben a căzut pe teren și s-a accidentat din nou la tendoanele de la genunchi, punându-i în pericol apariția la turneul final. La data de 5 iulie, Van Marwijk a anunțat că „am decis să nu convoc un înlocuitor pentru Arjen. Vreau să-i ofer toate șansele pentru a participa la Campionatul Mondial.”
La 12 iunie 2010, Robben s-a alăturat echipei în Africa de Sud. A fost trecut pe foaia de rezerve pentru meciul cu Danemarca, câștigat cu 2-0, lucru care s-a repetat și în victoria cu 1-0 în fața Japonia. A intrat pe teren în cel de-al treilea meci al grupei, cel cu Camerun, în minutul 73, în care a lovit bara, iar mingea a ricoșat spre Klaas-Jan Huntelaar care a reușit să marcheze.
Primul meci de la CM 2010 în care a intrat ca titular a fost cel cu Slovacia, care a avut loc la data de 28 iunie 2010 și în care a marcat primul său gol de la acest turneu final, gol care a făcut-o pe Țările de Jos să câștige cu scorul de 2–1. A fost numit și omul meciului. Robben a marcat cu capul al treilea gol al partidei din semifinala cu Uruguay, câștigată de Țările de Jos cu scorul de 3–2. Robben a fost integralist în finală, dar Țările de Jos a pierdut cu 1–0 în fața Spaniei. Robben a avut cea mai mare ocazie a Țărilor de Jos în minutul 62, primind o pasă de la Wesley Sneijder, însă șutul său a fost parat de Iker Casillas. Robben a fost nominalizat la Balonul de Aur al CM 2010, trofeul acordat celui mai bun jucător al turneului, câștigat de Diego Forlán.

### Euro 2012
Robben a făcut parte din cei 23 de jucător selecționați de Țările de Jos la UEFA Euro 2012. A jucat ca titular încă din prima partidă, pierdută cu scorul de 1-0 în fața Danemarcei, meci în care a lovit bara dintr-un șut dat cu efect. Țările de Jos a pierdut și următorul meci, cel cu Germania, cu scorul de 2-1. Fiind înlocuit de Dirk Kuyt, Robben s-a enervat și a sărit peste panourile publicitare, considerând că ar fi putut conduce echipa spre victorie. Țările de Jos a pierdut cu scorul de 2-1 și în fața Portugaliei, fiind eliminată de la turneu.

### Campionatul Mondial din 2014
În primul meci al Țărilor de Jos de la Campionatul Mondial de Fotbal 2014, Robben a marcat o dublă în victoria cu 5–1 obținută în fața Spaniei. În al doilea meci din grupă, câștigat în fața Australiei cu 3-2, Robben a marcat primul gol al partidei, în urma căreia Țările de Jos s-a calificat în optimi. În meciul cu Mexic, Țările de Jos a primit un penalti după ce Robben a căzut de lângă Rafael Márquez. Associated Press a menționat că Robben a căzut „teatral” și că „face puține lucruri pentru a-și spăla reputația de plonjor.” Robben a susținut pentru un canal olandez că penaltiul a fost corect acordat, dar a recunoscut că a căzut ușor într-o altă fază a meciului.
În sferturi, Robben a transformat a doua lovitură de pedeapsă de la finalul meciului cu Costa Rica, pierdută de olandezi cu scorul de 3-4. La data de 11 iulie, Robben a fost inclus pe lista scurtă a celor 10 jucători propuși pentru premiul „Balonul de Aur FIFA” acordat celui mai bun jucător al turneului.
Pe 28 august 2015, Robben a fost numit căpitanul Țărilor de Jos, în locul lui Robin van Persie.

### Campionatul Mondial din 2018
Pe 10 octombrie 2017, Robben s-a retras din fotbalul internațional după ce echipa sa nu a reușit să se califice la Campionatul Mondial din 2018. A strâns 96 de selecții pentru Portocala mecanică între 2003 și 2017 și a marcat 37 de goluri.

## Stil de joc
Robben este un jucător de clasă mondială. El poate, precum știm din experiență, decide rezultatul unei partide de unul singur. Pentru a-l opri, ai nevoie de doi oameni să-l marcheze. 
Robben a fost considerat a fi una din cele mai bune extreme din lume, ESPN menționând că este „capabil să ridiculizeze fundașii adverși, abilitatea lui Robben de a pătrunde și de a oferi centrări precise inspiră teamă în orice apărare.” Deobicei jucând pe banda dreaptă, Robben trece balonul pe piciorul stâng și se infiltrează deseori într-o poziție de atac mai centrală, folosindu-se de viteză și de driblinguri pentru a trece de fundași până când găsește un spațiu liber pentru a șuta la poartă.
Este stângaci. În timpul meciului vine în ajutorul jucătorului de pe banda stângă, în cazul său Franck Ribéry de la Bayern Munich, cu care face uneori și schimb de locuri. Un alt factor din stilul său de joc este relația cu fundașul dreapta. La Bayern, parteneriatul cu Philipp Lahm s-a dovedit a fi unul benefic pentru eficiența și jocul echipei. Jocul defensiv al lui Robben s-a îmbunătățit de când a ajuns la Bayern, acoperind deseori locul lăsat liber de fundaș când acesta înaintează în careul advers, devenind fundaș dreapta pentru scurt timp.
Robben a fost deseori acuzat că simulează, recunoscând uneori aceste acuzații. În decembrie 2011, Robben și-a cerut scuze pentru simularea din meciul cu  VfL Bochum din DFB-Pokal care i-a adus un cartonaș galben, declarând că „Nu trebuie să mai fac lucruri de genul ăsta”. În iulie 2014, Robben a recunoscut că a simulat în prima repriză a meciului cu Mexic din optimile CM 2014, menționând totuși că nu a simulat în faza în care Țările de Jos a primit penaltiul decisiv în urma căruia echipa sa a câștigat cu 2-1. În urma acestui incident, fostul antrenor al lui Robben de la Chelsea, José Mourinho, a susținut că viteza și creativitatea lui Robben îi face pe adversarii care nu-l pot opri să-l faulteze, dar că „uneori [Robben] încearcă să profite de acest lucru pentru a obține un penalti".

## Viața personală

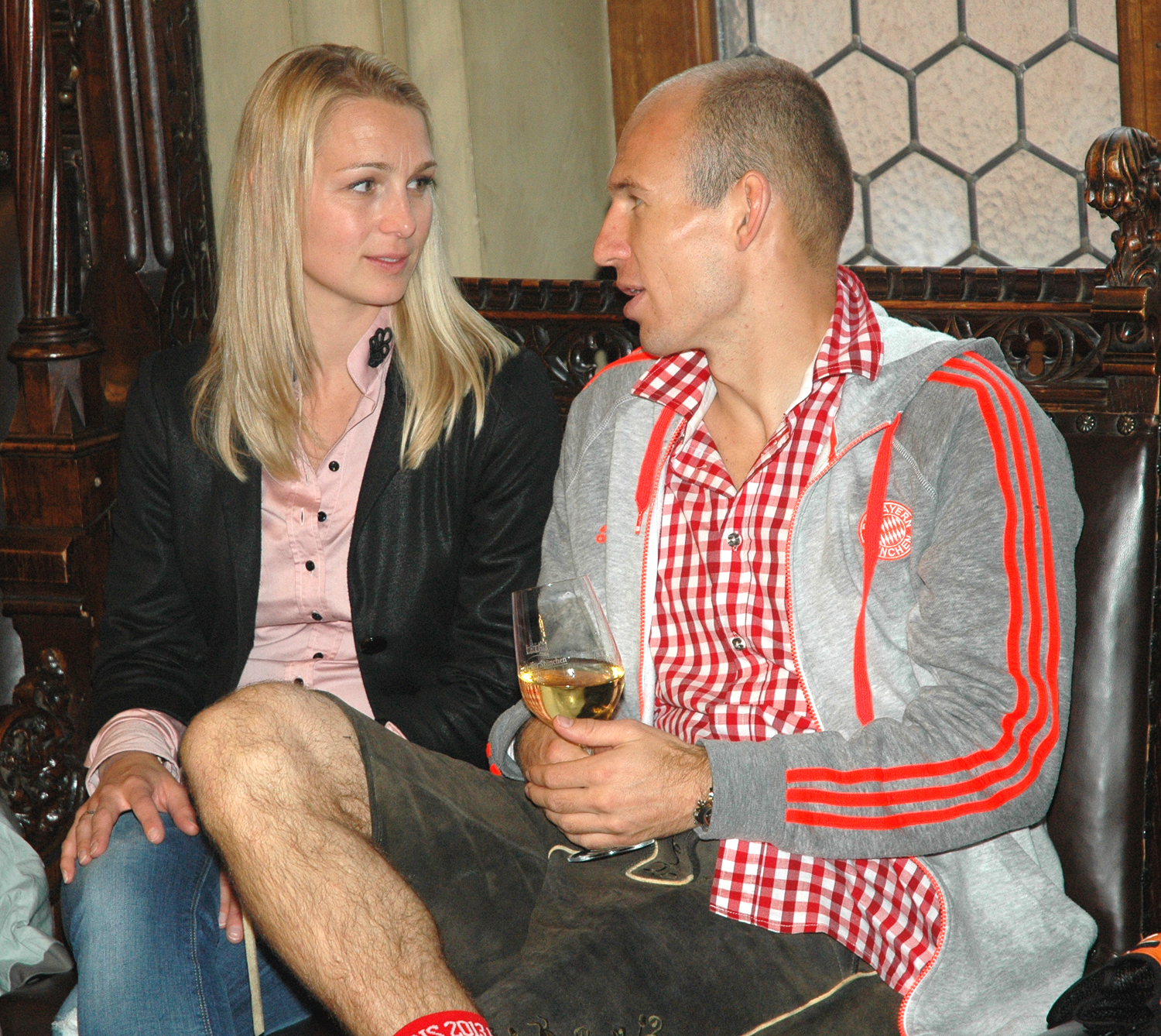
Robben alături de soția sa Bernadien în 2014

La data de 9 iunie 2007 Robben s-a căsătorit cu prietena sa, Bernadien Eillert, la Groningen. Cei doi s-au întâlnit în timpul liceului din orașul natal, Kamerlingh Onnes, și au doi fii, Luka născut în 2008 și Kai în 2012 și o fiică, Lynn, născută în 2010. Tatăl său, Hans, îl reprezintă ca impresar.
Circumstanțele în care Arjen și Bernadien s-au întâlnit pentru prima dată au fost relatate de antrenorul său de la tineret, Barend Beltman: „Arjen era disciplinat și muncitor încă de la o vârstă fragedă. Întotdeauna ajungea la timp la antrenamente. Dar într-o după-amiază de vineri a întârziat 15 minute. L-am întrebat ce se întâmplă. El mi-a răspuns că „am fost în centru, ne-am distrat”. Era alături de câteva fete și prieteni, așa că l-am întrebat, „A meritat?” „Da, domnule antrenor”. I-am spus să se echipeze și să se alăture coechipierilor. La nunta lui, am înțeles că femeia cu care s-a întâlnit în acea zi este acum soția și mama copiilor lui. O cheamă Bernadien.” Deține, printre altele o casă în München și un Audi Q7. Are un labrador retriever. Are o avere estimată la 80 de milioane de euro, cu un salariu anual de 7,5 milioane euro. I-au fost dedicate trei cărți, Arjen Robben en de finale van de Champions League, Arjen Robben en het magische schot in Rio și Arjen Robben en het geheim van zijn jonge helden, toate ilustrate de Fred Diks. Vorbește fluent în engleză, germană, spaniolă și neerlandeză. A participat la emisiunea Wetten, dass..? alături de Katy Perry, precum și la Oktoberfest, considerând că fotbaliștii pot consuma băuturi alcoolice cu moderație, atât timp cât nu le afectează performanța pe teren.

## Sponsorizări
Robben a încheiat un contract de sponsorizare cu firma germană de echipament sportiv Adidas. Este ambasador al companiei și a participat în spoturi publicitare (printre care și unul contestat de organizațiile pentru drepturile animalelor), campanii de promovare a articolelor sportive de îmbrăcăminte produse de Adidas, dar și videoclipuri prin care dă sfaturi legate de fotbal. În timpul meciurilor poartă ghetele Adidas X 15, folosind în trecut și marca F50 adiZero.
Robben a apărut în fiecare joc din seria FIFA din 2000, fiind al treilea jucător ca putere din FIFA 15.
Unul din hobby-urile sale este tenisul, sponsorizând timp de doi ani turneul Arjen Robben. Acesta este găzduit de clubul de tenis din Bedum, club din care a făcut parte. În 2004, tot în localitatea sa natală, a donat un teren de fotbal cu iarbă artificială.
El susține organizațiile caritabile Football Aid, dedicată găsirii unui leac pentru diabet și Kits For The World, a cărui scop este de a oferi echipament sportiv copiilor din țările subdezvoltate  Este ambasador al Fundației FC Groningen, club la care și-a început activitatea.

## Statistică

### Meciuri la echipe de club
| Club          | Sezon         | Ligă           | Ligă    | Ligă   | Cupă    | Cupă   | Cupa Ligii | Cupa Ligii | Continental | Continental | Altele  | Altele | Total   | Total  | Ref.            |
| Club          | Sezon         | Ligă           | Meciuri | Goluri | Meciuri | Goluri | Meciuri    | Goluri     | Meciuri     | Goluri      | Meciuri | Goluri | Meciuri | Goluri | Ref.            |
| ------------- | ------------- | -------------- | ------- | ------ | ------- | ------ | ---------- | ---------- | ----------- | ----------- | ------- | ------ | ------- | ------ | --------------- |
| Groningen     | 2000–2001     | Eredivisie     | 18      | 2      |         |        | —          | —          | —           | —           | —       | —      | 18      | 2      | [ 183 ]         |
| Groningen     | 2001–2002     | Eredivisie     | 28      | 6      | 6       | 4      | —          | —          | —           | —           | —       | —      | 34      | 10     | [ 183 ]         |
| Groningen     | Total         | Total          | 46      | 8      | 6       | 2      | —          | —          | —           | —           | —       | —      | 52      | 10     | —               |
| PSV Eindhoven | 2002–2003     | Eredivisie     | 33      | 12     | 3       | 0      | —          | —          | 4           | 1           | 1       | 0      | 41      | 13     | [ 183 ]         |
| PSV Eindhoven | 2003–2004     | Eredivisie     | 23      | 6      | 2       | 0      | —          | —          | 8           | 2           | 1       | 1      | 34      | 9      | [ 183 ]         |
| PSV Eindhoven | Total         | Total          | 56      | 18     | 5       | 0      | —          | —          | 12          | 3           | 2       | 1      | 75      | 21     | —               |
| Chelsea       | 2004–2005     | Premier League | 18      | 7      | 2       | 0      | 4          | 1          | 5           | 1           | —       | —      | 29      | 9      | [ 183 ]         |
| Chelsea       | 2005–2006     | Premier League | 28      | 6      | 4       | 1      | 1          | 0          | 6           | 0           | 1       | 0      | 40      | 7      | [ 183 ]         |
| Chelsea       | 2006–2007     | Premier League | 21      | 2      | 4       | 0      | 3          | 0          | 7           | 1           | 1       | 0      | 36      | 3      | [ 183 ]         |
| Chelsea       | Total         | Total          | 67      | 15     | 10      | 1      | 8          | 1          | 18          | 2           | 2       | 0      | 105     | 19     | —               |
| Real Madrid   | 2007–2008     | La Liga        | 21      | 4      | 2       | 1      | —          | —          | 5           | 0           | 0       | 0      | 28      | 5      | [ 183 ]         |
| Real Madrid   | 2008–2009     | La Liga        | 29      | 7      | 0       | 0      | —          | —          | 6           | 1           | 2       | 0      | 37      | 8      | [ 183 ]         |
| Real Madrid   | Totals        | Totals         | 50      | 11     | 2       | 1      | —          | —          | 11          | 1           | 2       | 0      | 65      | 13     | —               |
| Bayern Munich | 2009–2010     | Bundesliga     | 24      | 16     | 3       | 3      | —          | —          | 10          | 4           | —       | —      | 37      | 23     | [ 184 ]         |
| Bayern Munich | 2010–2011     | Bundesliga     | 14      | 12     | 1       | 1      | —          | —          | 2           | 0           | 0       | 0      | 17      | 13     | [ 185 ]         |
| Bayern Munich | 2011–2012     | Bundesliga     | 24      | 12     | 3       | 2      | —          | —          | 9           | 5           | —       | —      | 36      | 19     | [ 186 ]         |
| Bayern Munich | 2012–2013     | Bundesliga     | 16      | 5      | 5       | 4      | —          | —          | 9           | 4           | 1       | 0      | 30      | 13     | [ 183 ] [ 187 ] |
| Bayern Munich | 2013–2014     | Bundesliga     | 28      | 11     | 5       | 4      | —          | —          | 10          | 4           | 2       | 2      | 45      | 21     | [ 183 ] [ 188 ] |
| Bayern Munich | 2014–2015     | Bundesliga     | 21      | 17     | 2       | 0      | —          | —          | 7           | 2           | 0       | 0      | 30      | 19     | [ 183 ] [ 189 ] |
| Bayern Munich | 2015–2016     | Bundesliga     | 15      | 4      | 3       | 0      | —          | —          | 3           | 2           | 1       | 1      | 22      | 7      | [ 81 ] [ 190 ]  |
| Bayern Munich | 2016–2017     | Bundesliga     | 26      | 13     | 3       | 0      | —          | —          | 8           | 3           | 0       | 0      | 37      | 16     | [ 90 ]          |
| Bayern Munich | 2017–2018     | Bundesliga     | 21      | 5      | 4       | 2      | —          | —          | 9           | 0           | 0       | 0      | 34      | 7      | [ 99 ]          |
| Bayern Munich | 2018–2019     | Bundesliga     | 12      | 4      | 2       | 0      | —          | —          | 4           | 2           | 1       | 0      | 19      | 6      | [ 191 ]         |
| Bayern Munich | Total         | Total          | 201     | 99     | 32      | 16     | 8          | 1          | 71          | 26          | 5       | 3      | 309     | 144    |                 |
| Groningen     | 2020–2021     | Eredivisie     | 6       | 0      | 0       | 0      | 0          | 0          | —           | —           | 1       | 0      | 7       | 0      |                 |
| Total carieră | Total carieră | Total carieră  | 426     | 150    | 55      | 22     | 16         | 2          | 113         | 32          | 11      | 4      | 614     | 209    |                 |

### Meciuri la națională

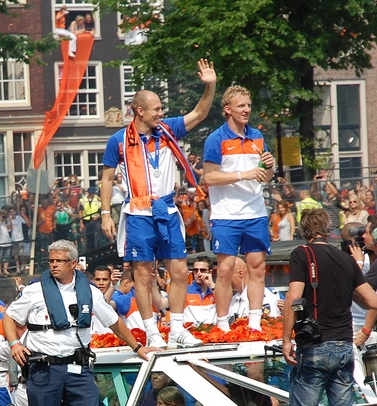
Robben alături de Dirk Kuyt.

La 10 octombrie 2017.
| Țările de Jos | Țările de Jos | Țările de Jos |
| An            | Meciuri       | Goluri        |
| ------------- | ------------- | ------------- |
| 2003          | 3             | 1             |
| 2004          | 8             | 2             |
| 2005          | 6             | 3             |
| 2006          | 10            | 2             |
| 2007          | 4             | 0             |
| 2008          | 6             | 2             |
| 2009          | 8             | 1             |
| 2010          | 7             | 4             |
| 2011          | 1             | 0             |
| 2012          | 10            | 2             |
| 2013          | 10            | 5             |
| 2014          | 13            | 6             |
| 2015          | 2             | 2             |
| 2016          | 1             | 1             |
| 2017          | 7             | 6             |
| Total         | 96            | 37            |

## Palmares

### Club
PSV
- Eredivisie: 2002–2003[193]
- Johan Cruijff Schaal: 2003[194]
- Cupa Păcii: 2003

Chelsea

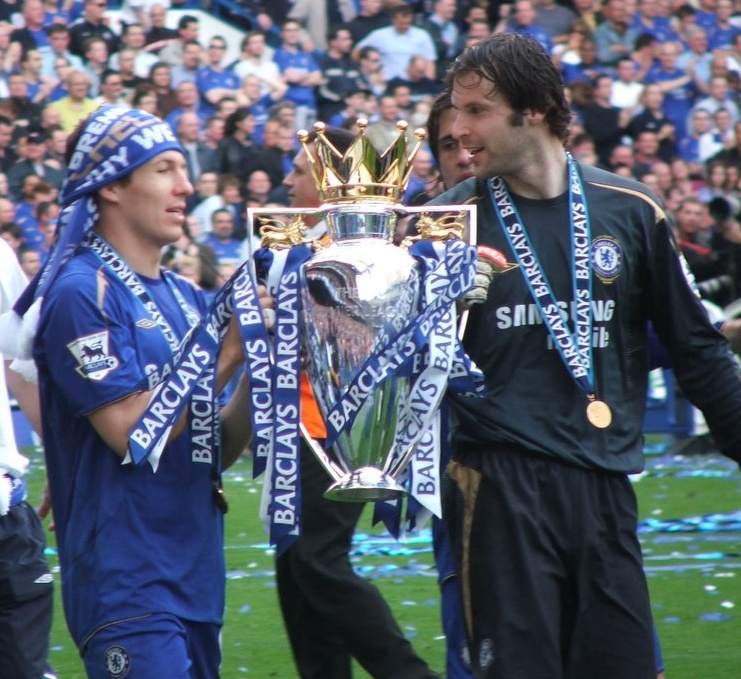
Robben și colegul său Petr Čech celebrând cel de-al doilea titlu în Premier League

- Premier League: 2004–2005, 2005–2006[193]
- Cupa FA: 2007[195]
- League Cup: 2005,  2007[194]
- FA Community Shield: 2005[194]

Real Madrid
- La Liga: 2007-08[193]
- Supercopa de España: 2008[196]

Bayern München
- Bundesliga: 2009–10, 2012-2013, 2013-2014, 2014-2015, 2015-2016, 2016–17, 2017–18, 2018–19[193]
- DFB-Pokal: 2009-2010, 2012–2013, 2013–2014, 2015–2016, 2018–2019[193]
- DFL-Supercup: 2010, 2012, 2016, 2017, 2018[197][198]
- Liga Campionilor: 2012-2013[193]
- Supercupa Europei: 2013[199]

### Internațional
Țările de Jos

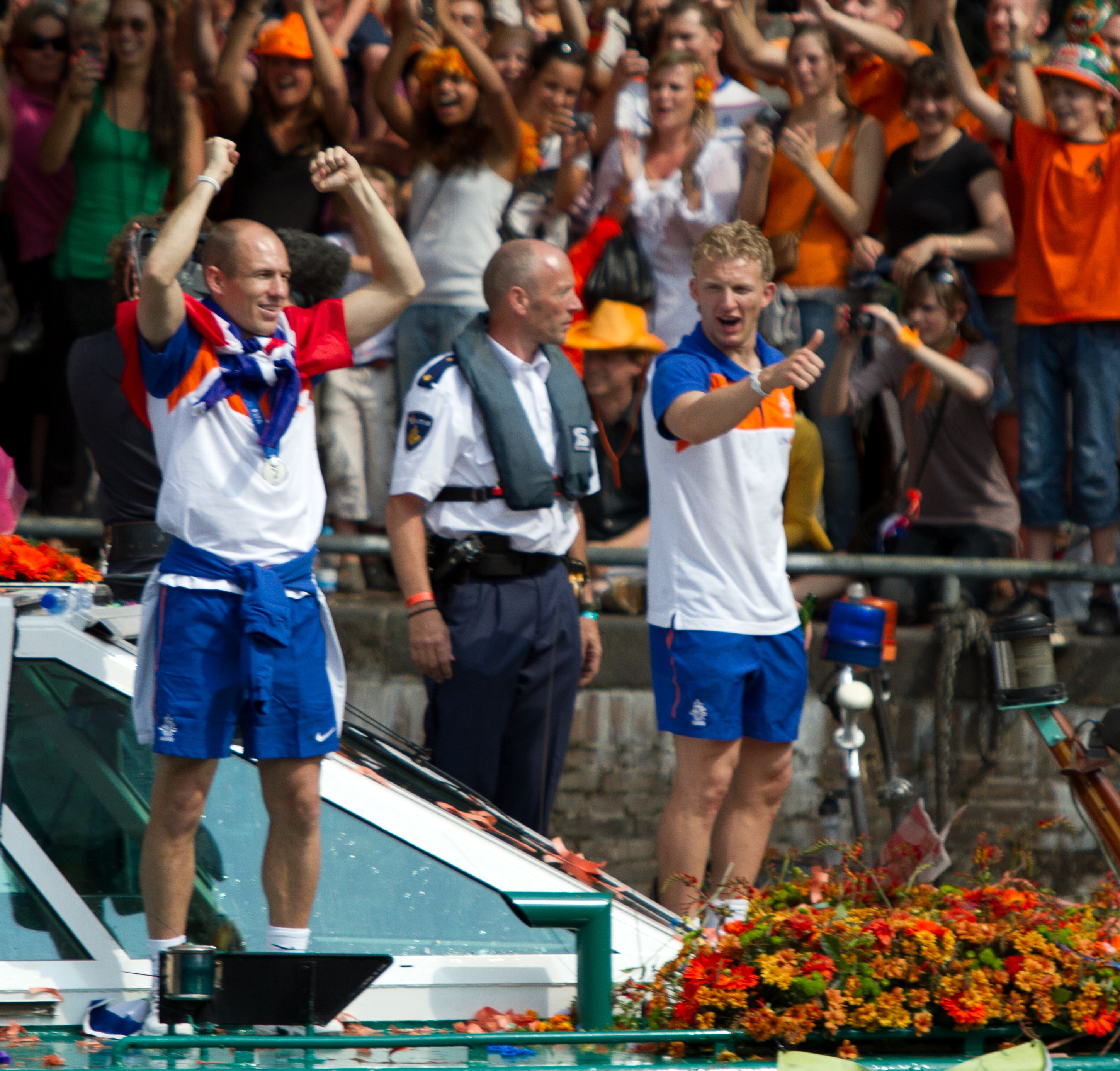
Robben cu Dirk Kuyt pe o barcă în Amsterdam în urma Campionatului Mondial din 2010.

- Campionatul Mondial de Fotbal: Finalist 2010; locul al treilea 2014[193][200]

### Individual
- Cel mai bun tânăr jucător olandez al anului: 2003[201]
- Johan Cruijff Prijs: 2002–2003
- Jucătorul lunii în Premier League: noiembrie 2004[202]
- Echipa Anului PFA: 2005[203]
- Echipa Anului ESM: 2004–2005,[204] 2009–10, 2014–15[205]
- Golul lunii în Premier League: decembrie 2005
- Jucătorul european al anului, categoria sub 21 de ani: 2005: 2005[206]
- Golul lunii în Germania: ianuarie 2010,[207] martie 2010,[207] aprilie 2010,[207] februarie 2013
- Jucătorul anului conform Der Kicker: 2010[208]
- Jucătorul anului în Germania: 2010[209]
- Echipa Anului UEFA: 2011, 2014[210]
- Nominalizarea pentru Premiul FIFA Puskas
- Omul meciului din Finala Ligii Campionilor 2013[211]
- FIFA FIFPro World XI: 2014[212]
- Sportivul anului în Țările de Jos: 2014[213]